# 인천광역시문화예술회관
인천광역시문화예술회관(仁川廣域市文化藝術會館, Incheon Culture & Arts Center)은 인천광역시 남동구 예술로 149(구월3동)에 있는 시립 종합 공연장이다. 1987년에 기본 계획 수립을 시작해 1990년에 착공했으며, 1994년 4월 8일에 개관했다.

## 시설 소개
대공연장
총 좌석 수 1332석의 공연장으로, 이동식 무대와 회전무대, 오케스트라 피트 등의 시설을 갖추어 콘서트와 발레, 오페라, 뮤지컬 등 다양한 형태의 공연이 이루어지고 있다.
소공연장
486석의 중소규모 공연장이며, 주무대와 돌출형 무대를 갖추고 있다. 실내악이나 독주회, 독무회, 전통예술 공연 등에 사용되고 있다.
전시실
대전시실과 중앙전시실, 소전시실, 미추홀실 네 개의 공간으로 분리되어 있으며, 회화와 조각품, 서예, 사진 등의 전시회가 열리고 있다.
회의장
좌석수 약 144석의 회의 전용 공간으로, 통역 시설을 갖추고 있다.
야외공연장
회관 건물과 중앙 광장 사이에 위치한 약 440석의 타원형 객석과 무대를 보유한 야외 공간으로, 4월부터 10월까지 '금요예술무대' 가 마련되어 전통예술이나 팝, 락, 재즈 등의 대중예술 공연이 개최되고 있다.
그 외 시설
관람객들의 편의를 위한 커피숍과 카페테리아, 국제회의실과 연계된 연회장, 역대 회관 공연 자료들을 열람할 수 있는 예술정보실 등이 마련되어 있다.

## 상주 단체
인천광역시 소속 예술단인 인천시립교향악단과 인천시립합창단, 인천시립무용단, 인천시립극단 등 4개 단체가 입주해 있다.